# 山名矩豊
山名 矩豊（やまな のりとよ）は、江戸時代前期の交代寄合。

## 生涯
元和5年（1619年）、江戸幕府交代寄合の山名豊政の長男として誕生。
寛永5年（1628年）、10歳で父に家督を譲られた。旗本であったが、大名の格しか許されぬ「上乗輿白無垢着金紋先箱爪折傘」の御免の特権を得た。
寛永19年（1642年）3月、陣屋が領地の中心地である但馬国黒野村に移され、同地を村岡と改名した。同年4月初めて所領入りする。黒野に既にあった報恩寺を山名氏の菩提寺にして、寺名を父の法名にちなみ法雲寺と改名した。また、法華経の熱心な信者であったため、臨済宗から日蓮宗へ宗派も変更した（その後、天台宗に再改宗）。
北野経王堂願成就寺    (大報恩寺  通称 千本釈迦堂）に、明徳の乱で討たれた山名氏清の供養の 「山名陸奥太守氏清之碑」を建立した。
元禄7年（1694年）10月、男子に恵まれず養子をとったがいずれも早世し、福島正長の次男で福島正則の曾孫にあたる正盛を養子に迎え、山名隆豊と名乗らせ嫡男とした。元禄11年（1698年）、80歳で死去する。

## 系譜
- 父：山名豊政（1571-1630）
- 母：養安院 - 大沢基宿の娘
- 室：久留島通春の養妹
- 生母不明の子女
  - 男子：犬千代 - 夭折
- 養子
  - 男子：山名恒豊 - 出羽庄内藩主・酒井忠勝の九男。吉右衛門。早世。
  - 男子：山名豊有 - 大沢尚親の次男。万之助。早世。
  - 男子：山名泰豊 - 山名豊守の子、与左衛門。金田氏を名乗る。500石の旗本として別家を創設。
  - 男子：山名隆豊（1669-1718） - 福島正長の次男。初め福島正盛を名乗る。